# Gregor Braun
Gregor Braun (n. 31 decembrie 1955, Neustadt an der Weinstraße, Renania-Palatinat, Germania) este un ciclist german, medaliat olimpic. A participat la o ediție a Jocurilor Olimpice (1976) în care a câștigat două medalii de aur.

## Participări
Lista de mai jos prezintă principalele competiții la care a participat Gregor Braun de-a lungul carierei.
- cycling at the 1976 Summer Olympics – men's individual pursuit[*]